# Rinaldo Rinaldini (Film)
Rinaldo Rinaldini ist ein zum Jahresende 1926 entstandener, deutscher Abenteuer-Stummfilm von Max Obal mit Luciano Albertini in der Titel- bzw. einer Doppelrolle. Ihm zur Seite stehen Grit Haid und Hans Albers. Christian August Vulpius lieferte 1799 die literarische Vorlage.

## Handlung
Rinaldo Rinaldini, der Räuberhauptmann aus dem 18. Jahrhundert, wurde in die Gegenwart verlegt. Er ist ganz Gentlemanganove, ein Charmeur mit schwarzer Augenmaske und stets elegant – Frack, Zylinder und Pelerine – gekleidet ein Mann, der ebenso die Geldschränke und Eingangstüren wie die Herzen der Damenwelt bricht. Der Film erzählt von seinen Juwelen-Raubzügen ebenso wie von seiner Ritterlichkeit und zeigt bei den Verfolgungsjagden eine stark an Harry Piel erinnernde Drahtigkeit und atemberaubende Tollkühnheit. In dem Marchese Salantieri hat Rinaldo Rinaldini quasi sein Spiegelbild. Und natürlich kann der König unter den Räubern ganz nebenbei auch das Herz der Schönen, hier mit dem klangvollen Namen Linda de Candido ausgestattet, erobern. 

## Produktionsnotizen
Rinaldo Rinaldini entstand im November und Dezember 1926 in den Filmstudios von Staaken. Der Film passierte am 21. Februar 1927 die Zensur, die Uraufführung erfolgte am 25. Februar 1927 im Berliner Primus-Palast. Der Film war 2299 Meter lang, verteilt auf sechs Akte. Ein Jugendverbot wurde erteilt. 
Rudolf Dworsky hatte die Künstlerische Oberleitung, Leo Meyer übernahm die Produktionsleitung. Die Bauten wurden von den beiden Österreichern Alfred Kunz und Franz Meschkan angefertigt.

## Kritik
Wiens Neue Freie Presse schrieb 1927: „Von der Handlung läßt sich nicht mehr berichten, als daß sie verwickelt ist, ohne interessant zu sein. Nur die akrobatischen Glanzleistungen Albertinis halten die Zuschauer in Atem, was dem kindischen Hinüber und Herüber von Juwelendiebstählen, der Einfalt der Polizei und den endlosen Versteckenspielen an sich wohl kaum gelänge. Ein paar schöne Bilder, drei bis vier witzige Details und viel sympathische Fixigkeit des Hauptdarstellers, das sind die Vorzüge dieses Films.“